# Кухонная энциклопедия поросёнка Габ-Габа
Кухонная энциклопедия поросёнка Габ-Габа (полное название на английском — «Кухонная энциклопедия Габ-Габа в двадцати томах», англ. Gub Gub's Book: An Encyclopedia of Food: In Twenty Volumes) — книга Хью Лофтинга, последняя из цикла сказок о докторе Дулиттле, вышедшая в 1932 году с иллюстрациями автора. На фронтисписе первого издания книги имеется надпись: «Профессор Габ-Габ извещает, что в связи с удорожанием жизни издание остальных 19 томов этого грандиозного труда временно приостановлено».
Главный герой книги, домашний поросёнок Габ-Габ — одно из первых животных, с которым доктор Дулиттл стал говорить на «зверином языке». Габ-Габ является одним из ближайших друзей доктора, появляется во многих книгах серии и характеризуется как большой любитель поесть, знающий толк в еде.
Книга написана от лица помощника доктора Дулиттла Томми Стаббинса, который перевёл на человеческий язык записки поросёнка Габ-Габа, сделанные последним собственноручно на «письменном поросячьем языке». Стаббинс поясняет, что Габ-Габ, закончив очередную главу своего труда, устраивал по вечерам на кухне в доме доктора чтения, где присутствовали попугай Полинезия, собака Джипа, филин Гу-Гу, утка Даб-Даб, городской воробей Чипсайд, белая мышка, и к ним нередко примыкал сам Стаббинс.
«Авторские чтения» Габ-Габа длились много недель, из всего услышанного материала Стаббинс сделал десять глав, каждая из которых имеет свой сюжет. Так, в первый вечер Габ-Габ, присвоивший себе титул «доктор салатных наук», рассказывает о том. сколько времени он потратил, чтобы узнать, где именно у короля Альфреда сгорели лепёшки, во второй — об истории проникновения картофеля в Англию и печенье-гигрометре, в третий — о юбилее Йоркширского пудинга, и т. д. Авторские чтения завершаются историей про некую страну Глотонию, где произошла революция, приведшая к изгнанию короля Глотина и провозглашению республики.
На русском языке книга издавалась в 1993 году в переводе Е.Новицкой.

## Издания на русском языке
- Лофтинг Хью. Цирк доктора Дулитла. Кухонная энциклопедия поросенка Габ-Габа. Рисунки автора. / перевод - Е.Новицкая. — М.: Рудомино, 1993. — С. 440. — ISBN 5-7380-0022-6.